# جورج تايغر
جورج تايغر (بالإنجليزية: George Tiger)‏ هو لاعب كرة قدم أمريكي في مركز الوسط، ولد في 17 يوليو 1959 في Doylestown, Pennsylvania ‏ في الولايات المتحدة. لعب مع بيتسبرغ سبيريت ‏.